# Karsten Müller (Schachspieler)
Karsten Müller (* 23. November 1970 in Hamburg) ist ein deutscher Schach-Großmeister und -autor.

## Leben
Karsten Müller erlernte das Schachspiel als Kind von seinem Vater. Im Jahre 1981 schloss er sich dem SC Diogenes Hamburg an, mit dem er 1987 die deutsche Jugendvereinsmeisterschaft gewann. Seit 1988 spielt Müller in der ersten Bundesliga beim Hamburger SK, mit dem er 1995 am European Club Cup teilnahm. 1991 wurde er vom Weltschachbund FIDE zum Internationalen Meister ernannt, seit 1998 trägt er den Titel eines Großmeisters. Karsten Müller nahm von 1996 bis 2004 an acht Deutschen Einzelmeisterschaften teil, das beste Ergebnis waren zwei dritte Plätze (1996 und 1997). Darüber hinaus gewann er 2000 den Dähne-Pokal. 2007 gewann er, für die Betriebssportgemeinschaft einer Rechtsanwaltskanzlei aus Hamburg startend, in Essen die Brettwertung am ersten Brett. Er spielte auch in ausländischen Ligen: in der österreichischen Bundesliga (bis 2003 Staatsliga) spielte er von 1999 bis 2004 für den SK Gleisdorf, mit dem er 2003 am European Club Cup teilnahm, und in Frankreich für Marseille Duchamps.
1995 nahm er mit der deutschen Mannschaft am Mitropacup teil.
Karsten Müller ist Doktor der Mathematik (Promotion 2002 bei Johannes Michalicek). Er gilt als Endspiel-Experte und schrieb regelmäßige Kolumnen für die Internetseite Chesscafe.com und seit 1997 für das ChessBase Magazin. Für den Fritz-Schachserver der Firma ChessBase produziert er seit 2011 unter dem Namen „Endgame Magic Show“ in regelmäßigen Abständen Trainingslektionen zum Thema Endspiele. Er ist auch als Schachtrainer und Autor mehrerer auf Englisch verfasster Schachbücher bekannt. Vom Deutschen Schachbund wurde er als Trainer des Jahres 2007 ausgezeichnet. Nach dem Tod von Mark Israilewitsch Dworezki  hat Müller zusammen mit Alexander Fishbein die fünfte Auflage seines Buches „Dvoretsky's Endgame Manual“ überarbeitet.
Seine bisher höchste Elo-Zahl betrug 2558 (in der ersten Jahreshälfte 1999).

## Werke
- Karsten Müller, Frank Lamprecht: Secrets of Pawn Endings. Everyman Chess, London 2000, ISBN 1-85744-255-5 (Neuauflage mit Fehlerkorrekturen: Gambit, London 2008, ISBN 1-904600-88-3).
- Karsten Müller, Frank Lamprecht: Fundamental Chess Endings. Gambit, London 2001, ISBN 1-901983-53-6.
- Karsten Müller, Frank Lamprecht: Grundlagen der Schachendspiele. Gambit, London 2003 (dt. Ausgabe), ISBN 1-901983-96-X.
- Karsten Müller, Martin Voigt: Danish Dynamite. Gambit, London 2003, ISBN 1-888690-20-8.
- Karsten Müller, Susan Polgar: The Chesscafe Puzzle Book: Test and Improve Your Tactical Vision. Russell Enterprises, Milford 2004, ISBN 1-888690-21-6.
- Karsten Müller, Rainer Knaak: 222 Eröffnungsfallen nach 1. e4. Edition Olms, Oetwil 2007, ISBN 978-3-283-01000-3.
- Karsten Müller, Rainer Knaak: 222 Eröffnungsfallen nach 1. d4. Edition Olms, Oetwil, 2008, ISBN 978-3-283-01001-0.
- Karsten Müller: Bobby Fischer: The Career and Complete Games of the American World Chess Champion. Russell Enterprises, Milford 2009, ISBN 978-1-888690-59-0.
- Karsten Müller: Schachendspiele. DVD-Serie bei ChessBase, Hamburg, insgesamt 14 Folgen.
- Karsten Müller: Gelfand-Anand 2012: Match for the World Chess Championship. Russell Enterprises, Inc., 6. November 2013, E-Book.
- Mit Georgios Souleidis: Winning with the Slow (but Venomous!) Italian. New in Chess, Alkmaar 2016, ISBN 978-90-5691-674-9.
  - Deutsche Ausgabe: Italienisch mit c3 und d3 – solide und giftig. Joachim Beyer Verlag, Eltmann 2021, ISBN 978-3-95920-143-8.
- Karsten Müller: Karsten Müller – Positionsspiel. Joachim Beyer Verlag, Eltmann 2016, ISBN 978-3-95920-038-7.
- Karsten Müller: Karsten Müller – Schachtaktik. Joachim Beyer Verlag, Eltmann 2016, ISBN 978-3-95920-015-8.
- Karsten Müller, Merijn van Delft: Karsten Müller – Verteidigung. Joachim Beyer Verlag, Eltmann 2016, ISBN 978-3-95920-028-8.
- Karsten Müller, Alexander Markgraf: Karsten Müller – Schachstrategie. Joachim Beyer Verlag, Eltmann 2023, ISBN 978-3-95920-178-0.
- Claus Dieter Meyer, Karsten Müller: Magie der Schachtaktik. Joachim Beyer Verlag, Eltmann 2018, ISBN 978-3-95920-072-1.
- Karsten Müller, Jonathan Schaeffer: Man vs Machine. Challenging Human Supremacy at Chess. Russell Enterprises, Milford 2018, ISBN 978-1-941270-96-7.
- Karsten Müller, Luis Engel, Makan Rafiee: Spielertypen – Das Testbuch. Joachim Beyer Verlag, Eltmann 2022, ISBN 978-3-95920-174-2.
- Karsten Müller, Luis Engel: Spielertypen. Ihre Stärken und Schwächen. Joachim Beyer Verlag, Eltmann 2020, ISBN 978-3-95920-129-2.
- Karsten Müller: Bobby Fischer 60 beste Partien. Joachim Beyer Verlag, Eltmann 2022, ISBN 978-3-95920-167-4 (Hardcover), ISBN 978-3-95920-171-1 (Softcover)
- Karsten Müller, Jerzy Konikowski: Karsten Müller – Endspielzauber. Joachim Beyer Verlag, Eltmann 2023, ISBN 978-3-95920-188-9.
- Karsten Müller: Karsten Müller – Angriff. Joachim Beyer Verlag, Eltmann 2023, ISBN 978-3-95920-182-7.
- Karsten Müller: Magnus Carlsen – Die Schach-DNA eines Genies. Joachim Beyer Verlag, Eltmann 2023, ISBN 978-3-95920-181-0.
- Karsten Müller: Typisch Sizilianisch. Joachim Beyer Verlag, Eltmann 2023, ISBN 978-3-95920-170-4.
- Karsten Müller: Die Endspielkunst der Weltmeister. Band 1 Von Steinitz bis Tal, Joachim Beyer Verlag, Eltmann 2021, ISBN 978-3-95920-141-4.
- Karsten Müller: Die Endspielkunst der Weltmeister. Band 2 Von Petrosjan bis Carlsen, Joachim Beyer Verlag, Eltmann 2021, ISBN 978-3-95920-142-1.
- Karsten Müller, Jerzy Konikowski: Die besten Kombinationen der Weltmeister. Band 1 Von Steinitz bis Tal, Joachim Beyer Verlag, Eltmann 2022, ISBN 978-3-95920-158-2.
- Karsten Müller, Jerzy Konikowski: Die besten Kombinationen der Weltmeister. Band 2 Von Petrosjan bis Carlsen, Joachim Beyer Verlag, Eltmann 2022, ISBN 978-3-95920-159-9.
- Karsten Müller, Jerzy Konikowski, Uwe Bekemann: Schach-WM 2021 – Jan Nepomnjaschtschi gegen Magnus Carlsen. Joachim Beyer Verlag, Eltmann 2022, ISBN 978-3-95920-153-7.
- Matthias Blübaum, Karsten Müller, Matthias Krallmann: Schachtraining mit Matthias Blübaum. Joachim Beyer Verlag, Eltmann 2022, ISBN 978-3-95920-160-5.